# Morac-Songhrati-Meads
Pour les articles homonymes, voir Meads (homonymie).
Depuis 1877, quatre micronations se sont créées dans les îles Spratleys. Une d'elles est encore active et ces îles sont toujours revendiquées par six autres pays.

## Histoire

### La République de Morac-Songhrati-Meads
La République de Morac-Songhrati-Meads est une micronation établie dans les îles Spratleys par le capitaine de la marine britannique James George Meads dans les années 1870.
Le capitaine Meads revendique les îles dans les années 1870 alors qu'il explore la mer de Chine méridionale. Ses descendants maintiennent cette revendication sur les îles et leurs ressources,. Cependant, il n'y a aucune preuve contemporaine de l'existence de cet État. Il n'existe pas d'informations fiables sur la vie de Meads : son nom n'apparaît pas dans les archives des forces armées britanniques.
Un site officiel existe toujours, retraçant l'histoire de la défunte république.

### Kingdom of Humanity
En 1914, Franklin M. Meads, le fils de James George, créé une micronation rivale, « Kingdom of Humanity » (Royaume de l'Humanité). Les deux factions rivales occupent les îles jusqu'à la Seconde Guerre mondiale, lorsqu'elles sont chassées par les troupes japonaises.
Franklin meurt en 1945, son fils Josiah lui succède mais lui-même meurt peu après. Son fils Morton F. Meads reçoit la succession mais il est trop jeune. Kingdom of Humanity est réuni avec la République en 1963.
Le Royaume réapparaît en 1972 lorsque Morton Meads demande à l'Organisation des Nations unies, à Tchang Kaï-chek, le président de la République de Chine (Taïwan), et à la République des Philippines de reconnaître le royaume et ses revendications. Peu après, les autres membres du Royaume disparaissent lors d'un naufrage, à l'exception de Meads.
En 1985, Meads poursuit en justice les États-Unis et d'autres États, leur réclamant 25 milliards de dollars, les accusant de concurrence déloyale, de harcèlement et de sabotage. Le procès n'a pas lieu.

### Kingdom of Colonia St John
En 1947, Tomás Cloma Sr. (le père de Tomás Cloma), un aventurier philippin et magnat de la pêche, trouve plusieurs îles inoccupées en mer de Chine méridionale. Elles font partie du territoire des îles Spratleys réclamé par les Philippines. Tomas Cloma Sr. et son fils, propriétaire d'une institution marine privée (PMI Colleges), ambitionnent d'ouvrir une conserverie et d'exploiter le guano des îles.
Le 11 mai 1956, Tomás Cloma Sr, à la tête d'un équipage de 40 hommes, prend possession de ces îles et les appelle Freedomland. Quatre jours plus tard, il annonce ses revendications territoriales. Le 31 mai 1956, Cloma déclare la création du Territoire libre de Freedomland ; dix jours après, il envoie un courrier au ministre des Affaires Étrangères réaffirmant la création de Freedomland. Le 6 juillet, Cloma déclare au monde entier ses revendications et la création d'un gouvernement séparatiste sur Flat Island. Il fait aussi une différence entre Freedomland et les îles Spratleys à l'ouest. Il semble que Freedomland englobe la plupart de ce qu'on appelle les îles Spratley, mais pas l'île Spratley elle-même, ni les baies et les récifs situés à l'ouest de celle-ci.
La déclaration de Cloma est accueillie avec des réactions hostiles de plusieurs pays voisins, notamment Taïwan. Le 24 septembre 1956, elle s'installe sur l'île de Itu Aba qu'elle n'occupait plus depuis 1950 et arrête les hommes et les bateaux de Cloma. La Chine réaffirme également sa revendication.
En août 1974, Cloma change le nom de Freedomland pour Colonia. De même, il arrête toute activité de pouvoir et fait de John De Mariveles son héritier. En décembre, après avoir été emprisonné par Ferdinand Marcos, Cloma renouvelle l'arrêt de toute prétention séparatiste devant le gouvernement philippin en échange d'un peso.
En 2014, les Philippines demandent un arbitrage avec la Chine à la Cour de l'arbitrage international. Cette dernière abandonne sa requête sur le territoire demandé autrefois par Cloma. En conséquence, Colonia est, théoriquement, bel et bien acquise à De Mariveles, le seul successeur de Cloma. À ce jour, aucune organisation internationale n'a néanmoins reconnu le royaume de la Colonie St John.

### Principauté de Freedomland et République de Koneuwe
Derrière ce nom étrange, sans rapport avec l'ex-Territoire libre de Freedomland, se cache une micronation mise en place par un escroc français, aussi dans les Spratleys mais pas sur les mêmes îles.
En août 1974, les autorités françaises arrêtent en France une personne pour la vente de timbres du Freedomland. Originaire de Provence, le comte Othmar di Schmieder Rocca Forozata revendique son appartenance à la Principauté de Freedomland, qui aurait été fondée en 1970 et qui s'étendrait sur 74 îlots et récifs au large de Bornéo. Des passeports freedomlandais, imprimés aux Philippines, sont saisis. La justice française le condamne pour escroquerie.